# LIGHT (芸能事務所)
LIGHT（ライト）は、東京都新宿区に拠点を置く芸能プロダクション。

## 概要
主にAV女優のマネジメントを手掛ける。
シエロの関連企業として2014年に設立され、一時期まで椎名そらはシエロと2社所属扱いとなっていた。
2019年9月にライトの読みはそのままに表記を“RIGHT”から“LIGHT”に変更。
日本プロダクション協会（JPG）加盟プロダクション。
2022年4月より女子マネージャーを発起人として、事務所主催のトークライブ「かるーくライトにイキましょう!」を東京・レフカダ新宿にして不定期開催している。
2023年2月27日には、音楽レーベル「Milky Pop Generation」と共同開催の形で、音楽ライブイベント「MOON-LIGHT伝説」を開催。ミュージシャンの平方元は「LIGHTには個性があって歌える人が多いとなり、それがライブの発端になっている」と開催に至った経緯を説明した。2024年1月25日には第2回を開催している。

## 所属タレント
- 逢月ひまり
- 綾瀬もか
- 新井リマ
- 五十嵐美月
- 石原希望[8]
- 市井結夏
- 幾野まち[9]
- 岩沢香代
- 上羽絢
- 大原理央
- 尾崎えりか
- 加賀美まり[5]
- 神楽ももか
- 河北笑茉
- 北野未奈
- 輝星きら
- 楠木花菜
- 枢木あおい
- 黒島玲衣
- 小日向まい
- 佐山由依
- 椎名そら
- 白橋りほ
- 末広純
- 高橋ほなみ
- 武田怜香
- 橘メアリー
- 塔乃花鈴
- 東条実澪
- 中山ふみか
- 永瀬昭子
- 夏海
- 西野乙音
- 西宮ゆめ
- 二ノ宮慶子
- 根本佳澄
- 馬場のん
- 柊優衣
- 弘前綾香
- 広瀬ゆり
- 堀田真央
- 本田瞳
- 牧野怜奈
- 松本いちか[10]
- 円井萌華
- 美丘さとみ
- 澪川はるか
- 美咲音
- 水端あさみ
- 三田真鈴
- 水瀬さな
- 南日菜乃
- 宮城りえ
- 宮西ひかる
- 宮本留衣
- 村上悠華
- 望月つぼみ
- 弥生みづき
- 夕木こいろ
- 流川莉央
- わか菜ほの

### おもな過去の所属者
- 千乃あずみ
- 佐倉ねね
- 高美はるか
- 葉月レイラ
- 森咲みちる
- 新條希
- 持田栞里
- 小泉ひなた
- 真白美生
- 佐藤エル
- 櫻美雪
- 沢北みなみ
- 仲沢ももか
- 海空花
- 最上ゆら
- 真宮あやな
- 河奈亜依
- 望月りさ
- 粒楽あむ
- 佐久良咲希
- 愛乃澪
- 岸和水
- 乃木はるか
- 双葉ひより
- 弘中優
- 渋谷華
- 上白美央[11]
- 松本梨穂
- 吉良りん
- 上戸まり
- 百田光希